# Otto Falckenberg
Otto Falckenberg (* 5. Oktober 1873 in Koblenz; † 25. Dezember 1947 in München) war ein deutscher Regisseur, Theaterleiter und Schriftsteller.

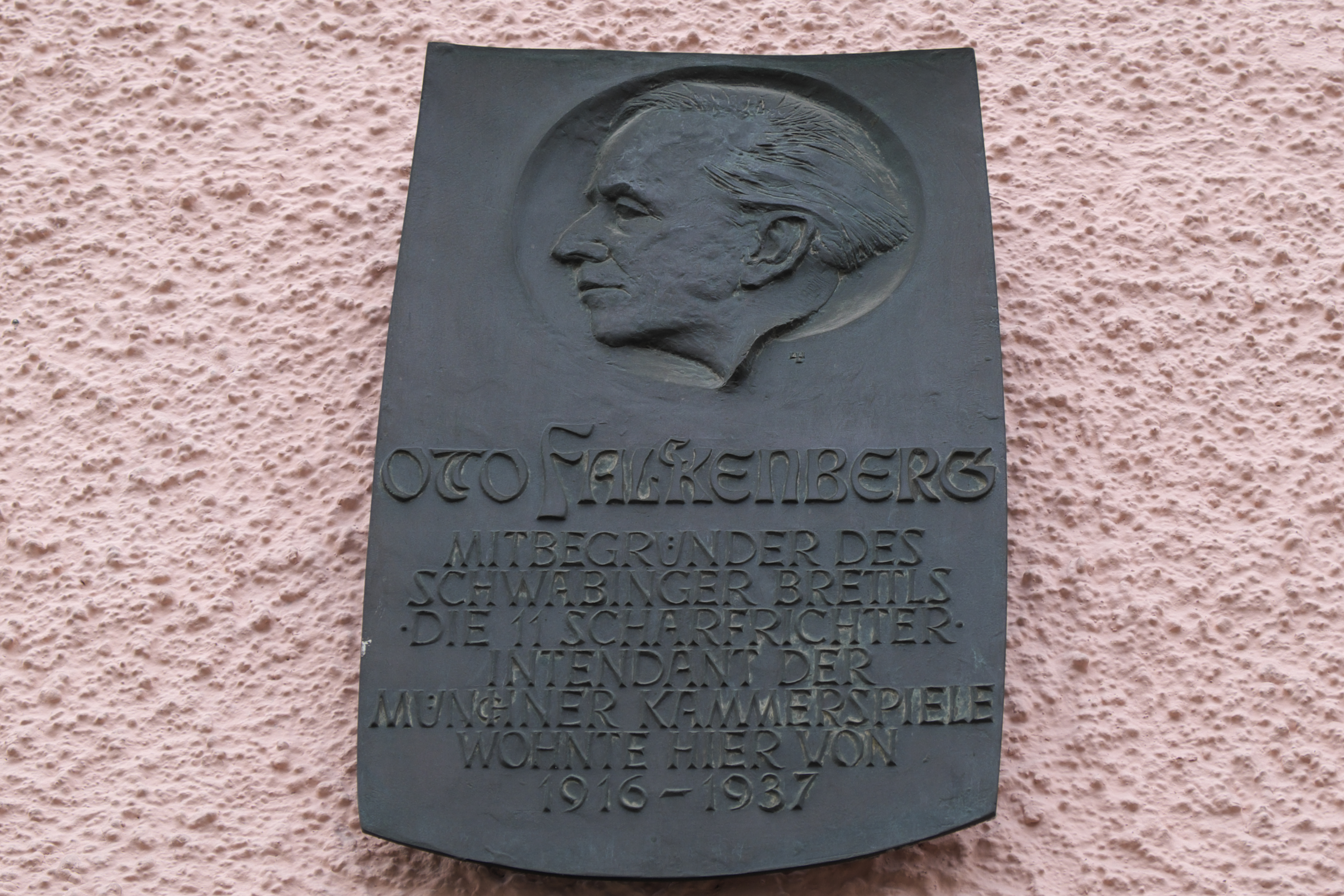
Gedenktafel für Otto Falckenberg an seinem Wohnhaus in der Viktoriastraße 11 in München

## Leben und Wirken
Falckenberg war der Sohn des Hofmusikalienhändlers Otto Falckenberg und seiner Ehefrau Auguste, geborene Nedelmann. Er begann 1891 eine Lehre in der väterlichen Musikalienhandlung, die er in Berlin fortsetzte. Ab 1894 in Berlin und seit 1896 in München studierte Falckenberg Philosophie und Geschichte sowie Literatur- und Kunstgeschichte.
Zu dieser Zeit schrieb er mehrere Theaterstücke, darunter das Drama Erlösung, das 1899 vom Akademisch-Dramatischen Verein im Münchner Schauspielhaus uraufgeführt wurde. Im gleichen Jahr erschien ein Lyrikband Morgenlieder – Gedichte bei Eugen Diederichs in Leipzig. Er war Mitbegründer und Schriftführer des Goethe-Bundes und trat im Jahr 1900 als kulturkritischer Herausgeber hervor mit Das Buch von der Lex Heinze. Er inszenierte als Dramaturg und Regisseur des Akademisch-Dramatischen Vereins mehrere Uraufführungen.
1901 war er Mitbegründer des literarischen Kabaretts Die Elf Scharfrichter, dem er bis 1903 als Texter, Darsteller und Regisseur angehörte. 1903 wurde er freier Schriftsteller und Regisseur im Neuen Verein und zog sich zu schriftstellerischen Arbeiten nach Emmering zurück.

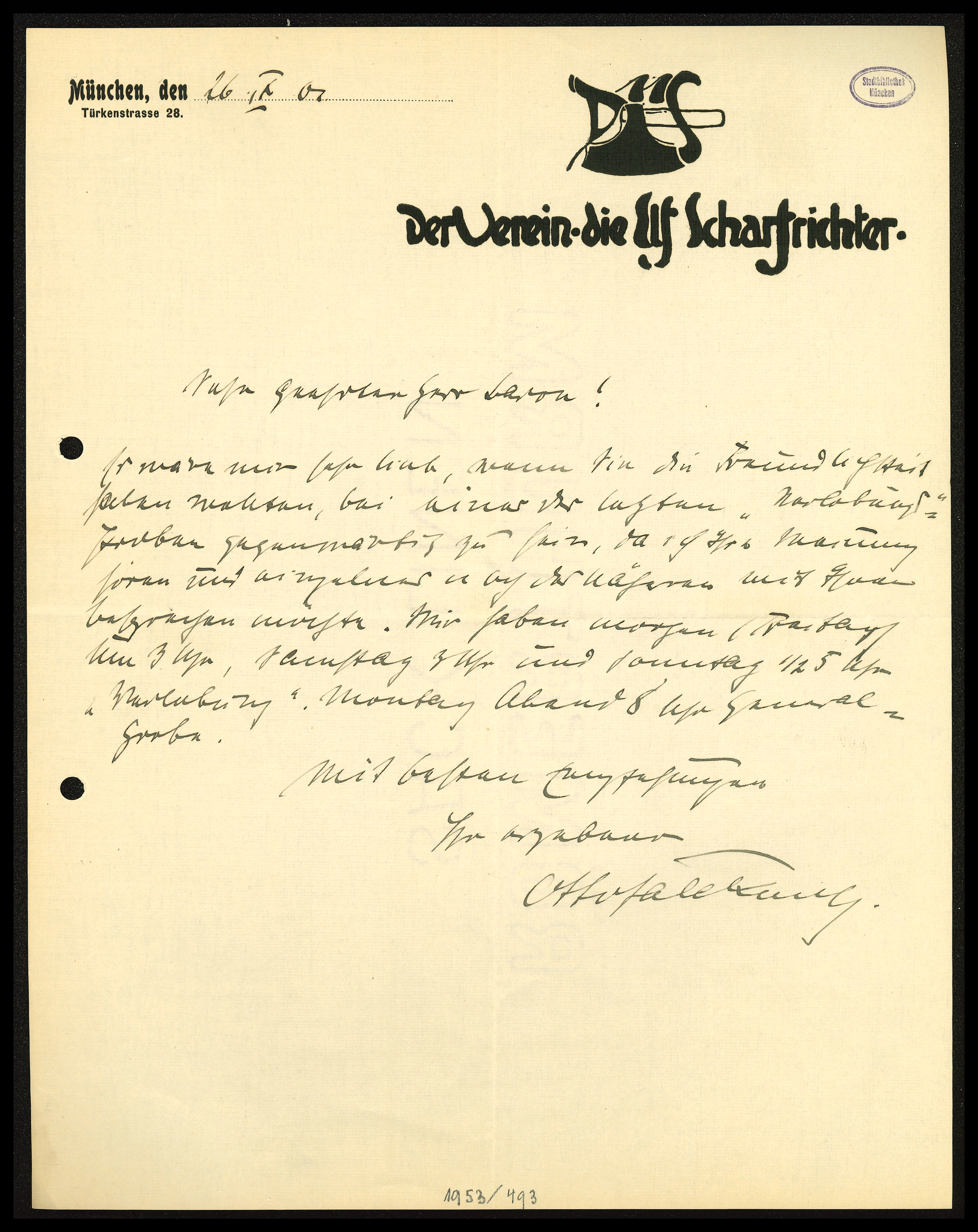
Brief von Otto Falckenberg an Hanns von Gumppenberg (26. September 1901)

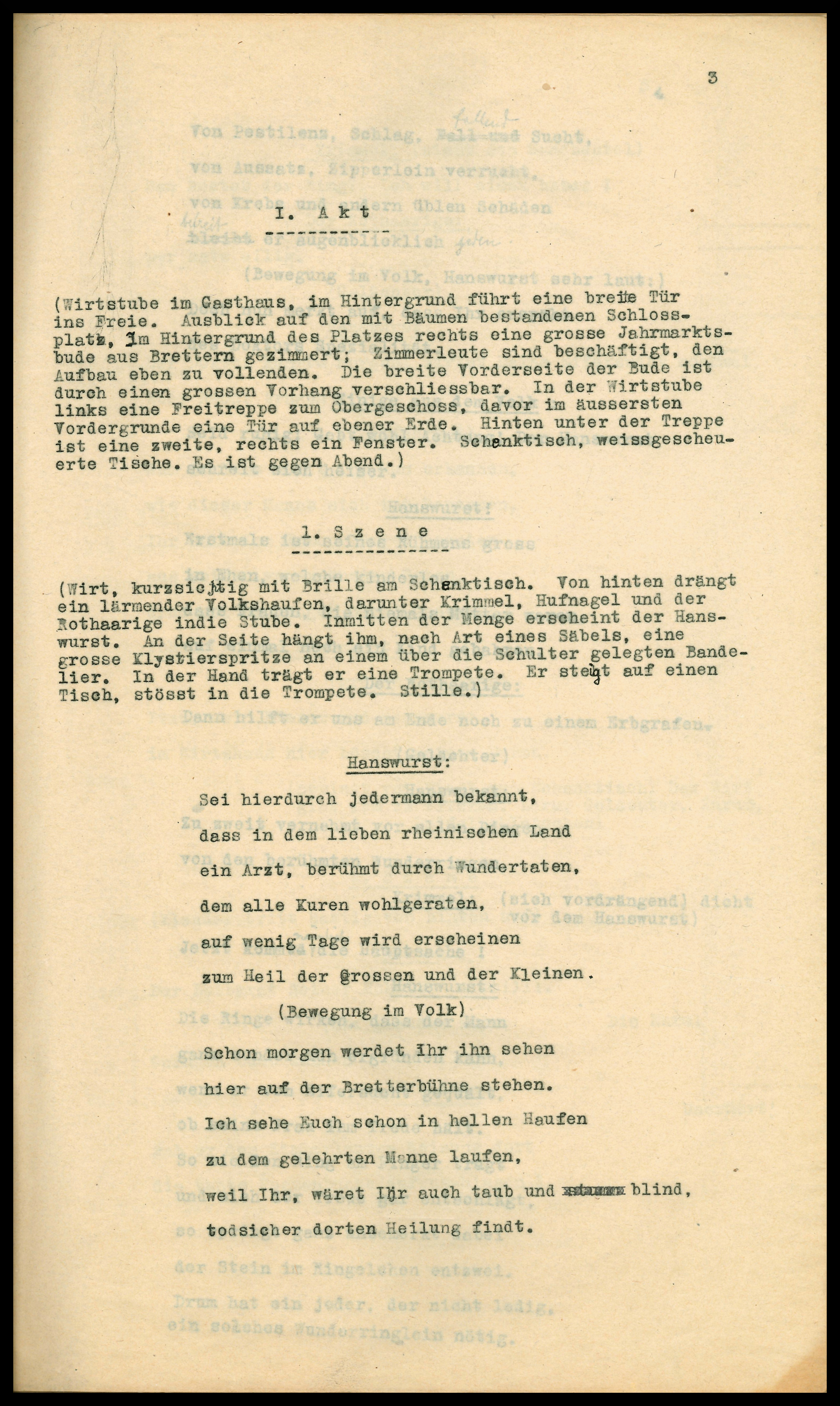
Typoskript Erster Akt, Erste Szene (1. Seite) des Dramas "Doktor Eisenbart"

1908 wurde sein Stück Doktor Eisenbart in Mannheim uraufgeführt. 1909 veröffentlichte er seine Ausgabe von Schillers Dramaturgie. 1915 verpflichtete ihn Erich Ziegel als Oberspielleiter und Dramaturg an die Münchner Kammerspiele. Von 1917 bis 1944 war er deren Direktor und künstlerischer Leiter, seit 1939 Städtischer Intendant.
Falckenberg prägte nachhaltig das Münchener Theaterleben. Vor allem seine Shakespeare- und Strindbergaufführungen galten als richtungweisend. 1922 brachte er Brechts Stück Trommeln in der Nacht zur Uraufführung. Falckenberg gilt als Entdecker oder Förderer von zahlreichen Schauspielern wie Berta Drews, Elisabeth Flickenschildt, Maria Nicklisch, Käthe Gold, Therese Giehse, Will Dohm, Heinz Rühmann, O. E. Hasse, Axel von Ambesser, Carl Wery und Horst Caspar.
In der Zeit des Nationalsozialismus wurde Falckenberg zwar 1933 kurzfristig verhaftet, kam aber wieder frei und ließ 1936 in München Eberhard Wolfgang Möllers antisemitisches Stück Rothschild siegt bei Waterloo aufführen. Ein Jahr zuvor hatte er Rolf Badenhausen als Dramaturg und Hilfsspielleiter für die Münchner Kammerspiele engagiert. Falckenberg erhielt 1939 aus Anlass des 50. Geburtstages von Adolf Hitler den Titel Staatsschauspieldirektor und im gleichen Jahr die Goethe-Medaille für Kunst und Wissenschaft.
1943 wurde er trotz Titelsperre zum Professor ernannt. Hitler nahm ihn 1944 in die Sonderlisten der Gottbegnadeten-Liste mit den unersetzlichen Künstlern auf und benannte ihn unter den vier wichtigsten Theaterschauspielern.
Nach dem Ende des Zweiten Weltkriegs erhielt Falckenberg 1945 Berufs- und Hausverbot. Er wurde am 30. Mai 1947 von der Spruchkammer München entnazifiziert, die US-Besatzungsbehörden verweigerten ihm trotzdem die Rückkehr in seine Position. Zuletzt erteilte er in Starnberg privaten Schauspielunterricht.
Falckenberg war dreimal verheiratet. Seine erste Ehe schloss er 1903 mit Wanda Kick, 1920 heiratete er die Schauspielerin Sybille Binder und 1924 die Bildhauerin und Medaillenkünstlerin Gerda Mädler.
Seine Tochter aus der ersten Ehe Regina Gina Falckenberg (1907–1996) wurde Schauspielerin und Schriftstellerin. Seine Tochter aus dritter Ehe ist die Schauspielerin und Pantomimin Bettina Falckenberg (1926–2020), deren Bruder der Künstler Wolfgang Falckenberg (1927–1995). Die den Kammerspielen angeschlossene Schauspielschule wurde nach seinem Tod Otto Falckenberg Schule benannt.